# Universidad Monteávila
La Universidad Monteávila (UMA) es una casa de estudios superiores ubicada en Caracas, Venezuela que imparte educación en las carreras de comunicación social, administración, educación y derecho. Fue fundada el 2 de octubre de 1998 por venezolanos interesados en la educación superior, algunos miembros del Opus Dei. Sus rectores han sido Enrique Pérez Olivares, entre 1998 y 2005, Joaquín Rodríguez Alonso, entre 2005 y 2015, Francisco Febres-Cordero, desde 2015 a 2022, su actual rector es Guillermo Fariñas.

## Pregrado

### Educación
El egresado en Educación de la Universidad Monteávila domina no sólo los conocimientos propios de su área de especialización, sino también las estrategias pedagógicas para enseñar de manera efectiva.

### Derecho
La Facultad de Ciencias Jurídicas y Políticas de la Universidad Monteávila ofrece la carrera de Derecho. La formación está encaminada a la búsqueda de la excelencia en el ejercicio profesional mediante el estudio de las instituciones jurídicas y las fuentes del Derecho.

### Ciencia Administrativas
La Escuela de Ciencias Administrativas propicia la permanente motivación a la superación humana e intelectual de sus estudiantes. Fomentamos el estudio de la ciencia, la tecnología y la enseñanza de las ciencias administrativas a fin de formar profesionales con un profundo contenido humanista, capaces de valorar los complejos sistemas de la administración de empresas.

### Comunicación Social
Allí el estudiante se prepara para el ejercicio fundamental de la actividad mediadora propia del comunicador, logrando experiencias importantes en todas las áreas de especialización. No se trata de formar en el conocimiento parcelado de la comunicación, sino de dominar las claves del ejercicio profesional del comunicador. Por ello, el comunicador social de la UMA invierte tiempo y esfuerzo en consolidar su capacidad para producir mensajes, más allá de las tecnologías cambiantes. Los estudiantes estudiarán por un periodo de 4 años en un régimen semestral

#### Salidas Profesionales
La carrera de comunicación social ofrece un amplio campo laboral, que abarca diferentes sectores de ocupación profesional:
- Ejercicio libre de la profesión de Comunicador Social
- Gabinetes de prensa en medios (prensa, radio, televisión, Internet)
- Producción de video, cine, fotografía, artes gráficas, multimedia
- Consultoría en comunicación empresarial
- Investigación y docencia
- Publicidad, mercadeo y relaciones públicas (creativos, cuentas, medios, producción, eventos, patrocinios)

## Postgrado

### Especialización en Comunicación Organizacional
Los interesados en la Especialización en Comunicación Organizacional podrán profundizar en el manejo de las herramientas teórico-prácticas y metodológicas para analizar los contextos en los que se desarrolla el trabajo de la comunicación corporativa, así como comprender la vinculación que existe entre las organizaciones, el mercado y la opinión pública.

### Especialización en Periodismo Digital
La Especialización en Periodismo Digital ofrece una formación profunda y especializada en las nuevas tecnologías disponibles, en su aplicación y en el análisis de los beneficios que estas aportan a los procesos de información. Esta especialización permite entender el funcionamiento de los medios digitales, así como adquirir destrezas, herramientas y conocimientos pertenecientes a los distintos ámbitos de la profesión periodística en Internet.

### Especialización en Planificación, Desarrollo y Gestión de Proyectos
El objetivo de esta especialización es formar profesionales integrales capaces de liderar y gerenciar exitosamente proyectos, con dominio del manejo de las herramientas teórico-prácticas y metodológicas necesarias y un enfoque social y humanista, para diferentes tipos de organizaciones y a diferentes niveles, entendiendo la vinculación existente entre la organización y sus fines, con el desarrollo de la comunidad, la sociedad, el país e incluso con el exterior.

### Especialización en Proyectos Educativos Comunitarios
Esta especialización busca perfeccionar la capacidad investigativa, de proyección social, valoraciones éticas y capacidades técnicas de grupos de profesionales con experiencia en el campo de la educación y el desarrollo social para que logren diseñar, liderizar y ejecutar proyectos sociales ajustados a la realidad de cada comunidad. El objetivo es formar profesionales capaces de integrar el proceso pedagógico a la realidad social del entorno comunitario, como tarea importante de los centros educativos.

### Especialización en Derecho Procesal Constitucional
Busca formar juristas y docentes con un profundo conocimiento del Derecho Procesal Constitucional y con un sólido sentido ético y humanístico, preparados para el análisis, la aplicación y la transmisión de los instrumentos constitucionales previstos en nuestra carta magna -tanto en su parte sustantiva como adjetiva-, a través de una metodología que los habilite para participar en forma activa, crítica y creativa en la resolución de nuevos problemas en ese ámbito, lo mismo en el contexto nacional que en el internacional, y los oriente en su preparación para desem- peñarse en la docencia, en el ejercicio profesional o como investigadores.

### Judicatura
La especialización en Judicatura tiene como objetivo general formar juristas con un profundo conocimiento de los principios, tópicos y problemas relativos a la administración de justicia, y con un sólido sentido ético y humanístico, preparados para el análisis, la aplicación y la transmisión de los instrumentos judiciales consagrados en nuestro ordenamiento jurídico para ejercer la función jurisdiccional, a través de una metodología eminentemente práctica, que los habilite para participar en forma activa, crítica y creativa en la resolución de problemas en ese ámbito y los oriente en su preparación para desempeñarse en la judicatura, en cualquiera de sus niveles.

## Organización y Administración

### Equipo Directivo[4]

#### Autoridades
- Presidente del Consejo Superior: Miguel Bravo Valverde
- Rector: Guillermo Fariñas Contreras
- Vicerrectora académica: Carolina Amaya de Escobar
- Vcerrector administrativo: Orlando Pérez Caldera
- Secretaria General: Ana Beatriz Monteverde Baralt

#### Decanos
- Decano de la Facultad de Ciencias Económicas y Administrativas (FCEA): Rodolfo Bolívar García
- Decano de la Facultad de Ciencias Jurídicas y Políticas (FCJP): Eugenio Hernández-Bretón Rodríguez
- Decana de la Facultad de Ciencias de la Comunicación y la Información (FCCI): Tatiana Aguilera Franceschi
- Decana de la Facultad de Ciencias de la Educación (FCE): Virginia Domínguez Villasmil